# IC 354
IC 354 је емисиона маглина у сазвјежђу Бик која се налази на листи објеката дубоког неба у Индекс каталогу.
Деклинација објекта је + 23° 0' 0" а ректасцензија 3h 53m 0,0s.